# کاروانسرای حیدرآبادی
 کاروانسرای حیدر آبادی  آثاری تاریخی و باستانی در سر راه ارطباتی شهرستان لار به شهرستان بستک.
این کاروانسرا در جادهٔ قدیمی لار به صحرای باغ واقع شده‌است. این بنای تاریخی سازه‌ای سنگی با مصالح گچ و اندودهای ساروجی است که بنیان اصلی کاروانسرا را تشکیل داده‌اند.
این بنای موسوم به «کاروانسرای حیدر آبادی»
در کیلومتر ۵ جاده آسفالته لار، بستک به بندر لنگه و در کنار برکهٔ قرار گرفته‌است. شواهد موجود نشان می‌دهد که تمامی مصالح به کار برده شده برای احداث بنا از مناطق اطراف جمع‌آوری شده‌است. کاربرد سنگ به عنوان ماده اصلی با ملات ویژه موجب استحکام بنا در طول قرن‌های متمادی در برابر حوادث طبیعی پابرجا مانده‌است. اما عدم استقرار میراث فرهنگی در این مناطق دور افتاده موجب شده بسیاری از آثارهای تاریخی لارستان و هرمزگان موجب بی مهری واقع شوند، نابود یا تخریب شوند. آثار چنین کاروانسراهایی در طول راه‌های لارستان کهن به چشم می‌خورد.

## منبع
- محمدیان، کوخردی، محمد. (شهرستان بستک و بخش کوخرد) ج۱. چاپ اول، دبی: سال انتشار ۲۰۰۵ میلادی.